# Inspired by True Events
 Inspired by True Events è il terzo album in studio della cantante statunitense Tori Kelly, pubblicato il 9 agosto 2019.

## Descrizione
L'album racchiude le emozioni provate dalla cantante dagli eventi accaduti negli ultimi anni, come il divorzio dei genitori, la morte dei nonni e il suo matrimonio.